# Refugio de Valsorey

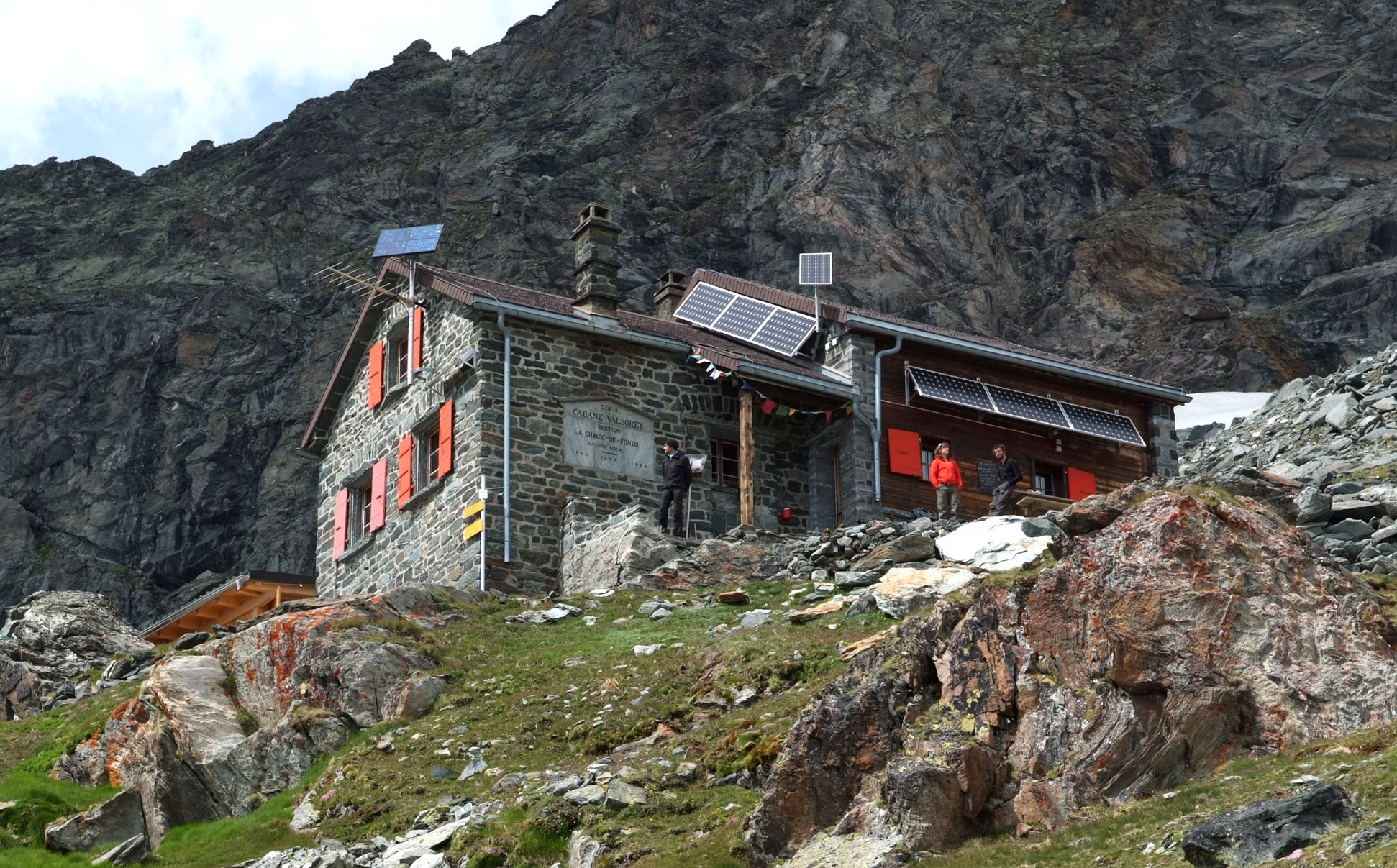
Vista del refugio

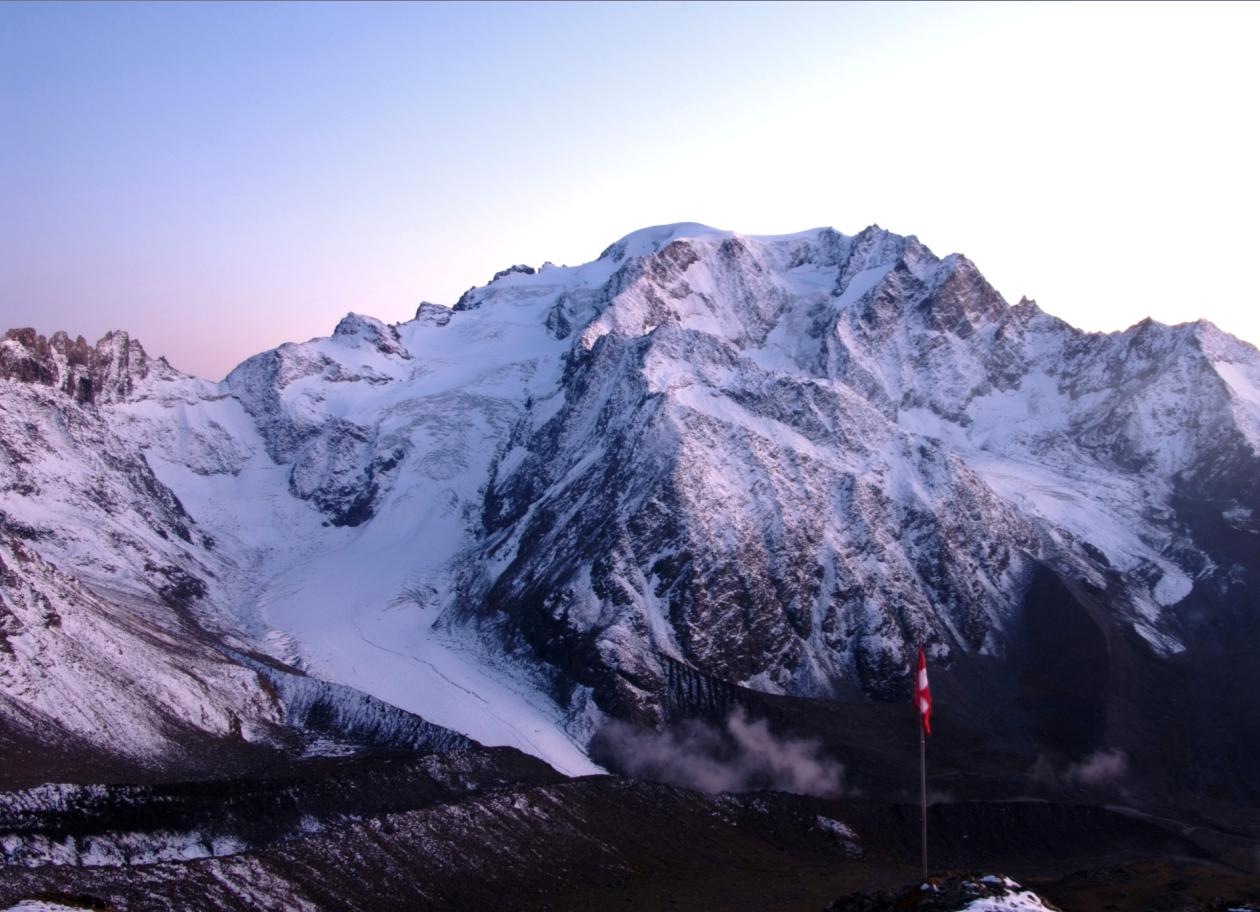
Vista del mont Vélan desde el refugio

El refugio de Valsorey (Cabane de Valsorey en francés) es un refugio de montaña ubicado al oeste del monte Grand Combin en los Alpes Peninos. Se encuentra a 3037 msm y es propiedad del Club Alpino Suizo. De él se parte para la subida al Grand Combin (4314 msm) desde la cresta Meitin o desde la cara sur, igual que para otras cimas de este macizo.
También es punto de partida de una de las etapas de la Haute Route

## Acceso
El acceso más cómodo es desde Bourg-Saint-Pierre por una vereda que lleva al refugio.